# Mandevilla splendens
Mandevilla splendens là một loài thực vật có hoa trong họ La bố ma. Loài này được (Hook.f.) Woodson mô tả khoa học đầu tiên năm 1933.

## Hình ảnh

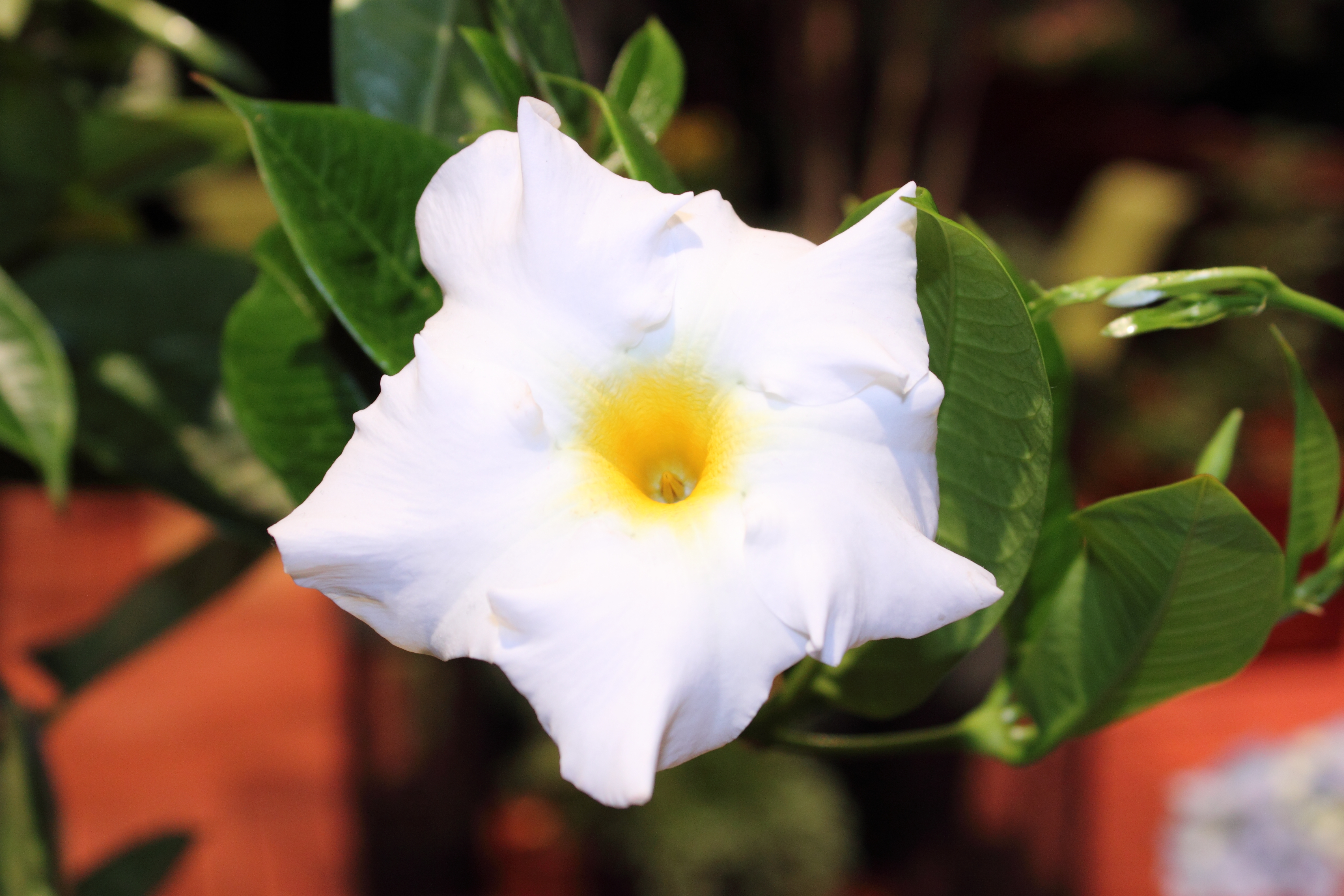
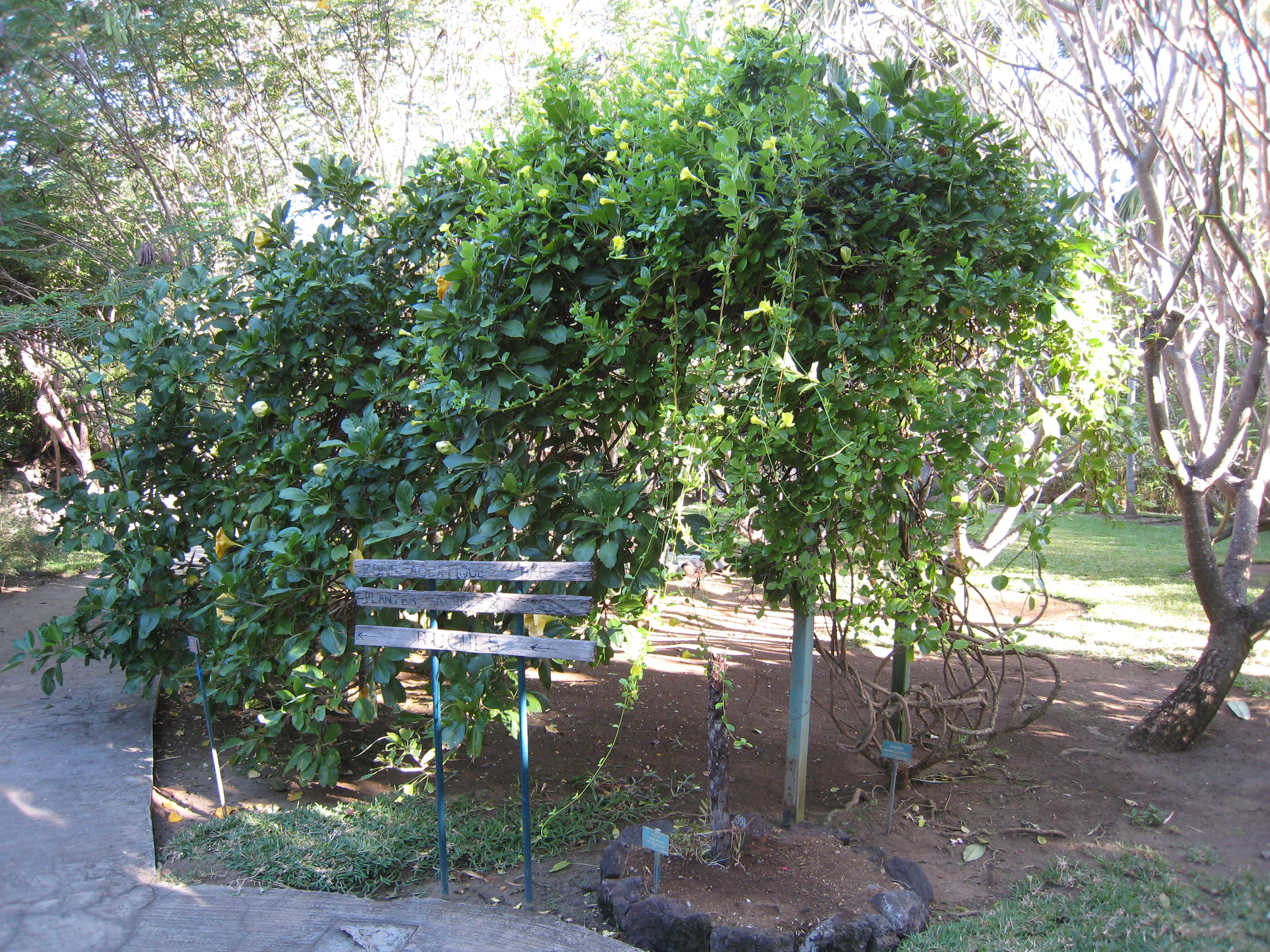
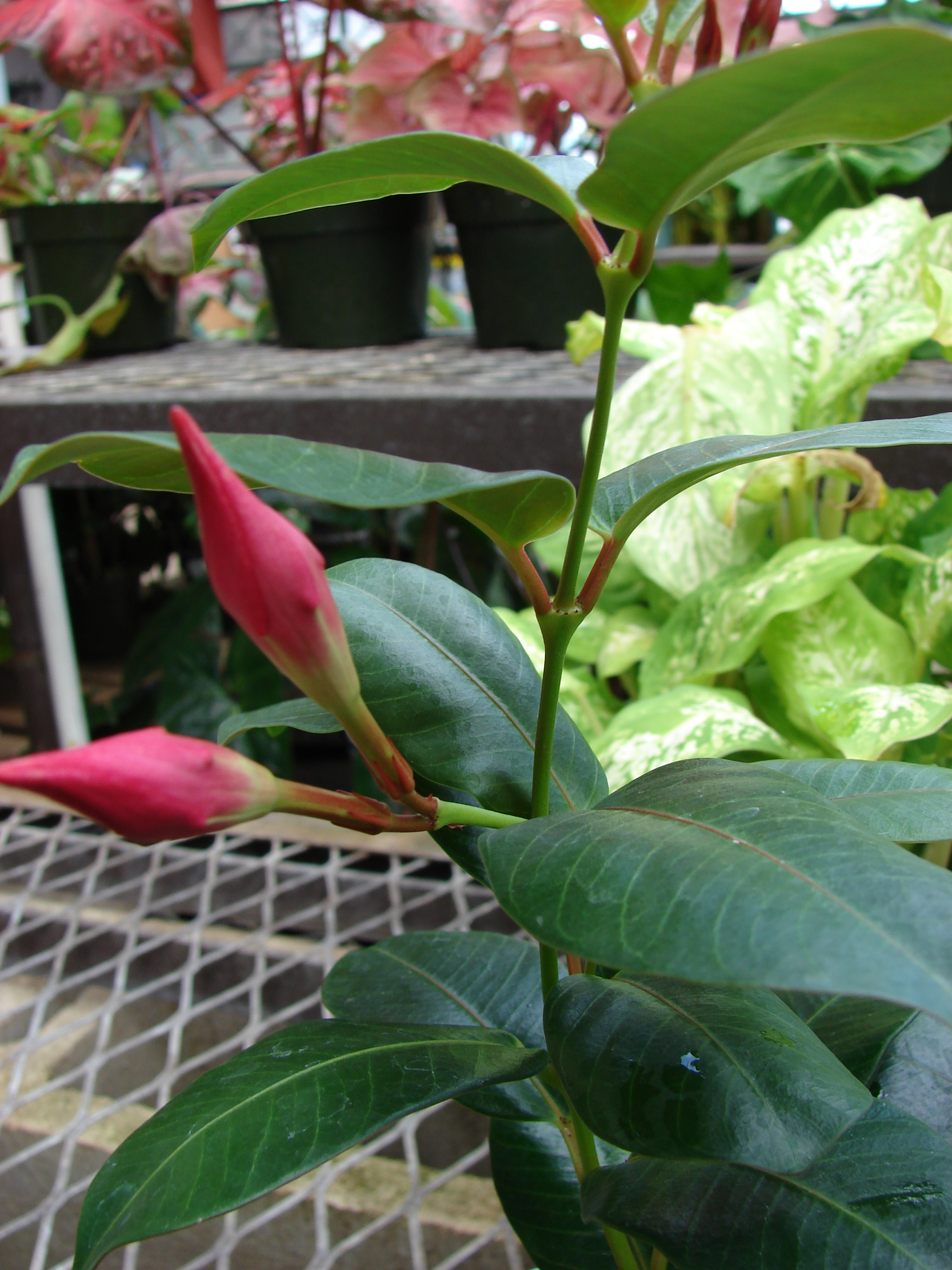
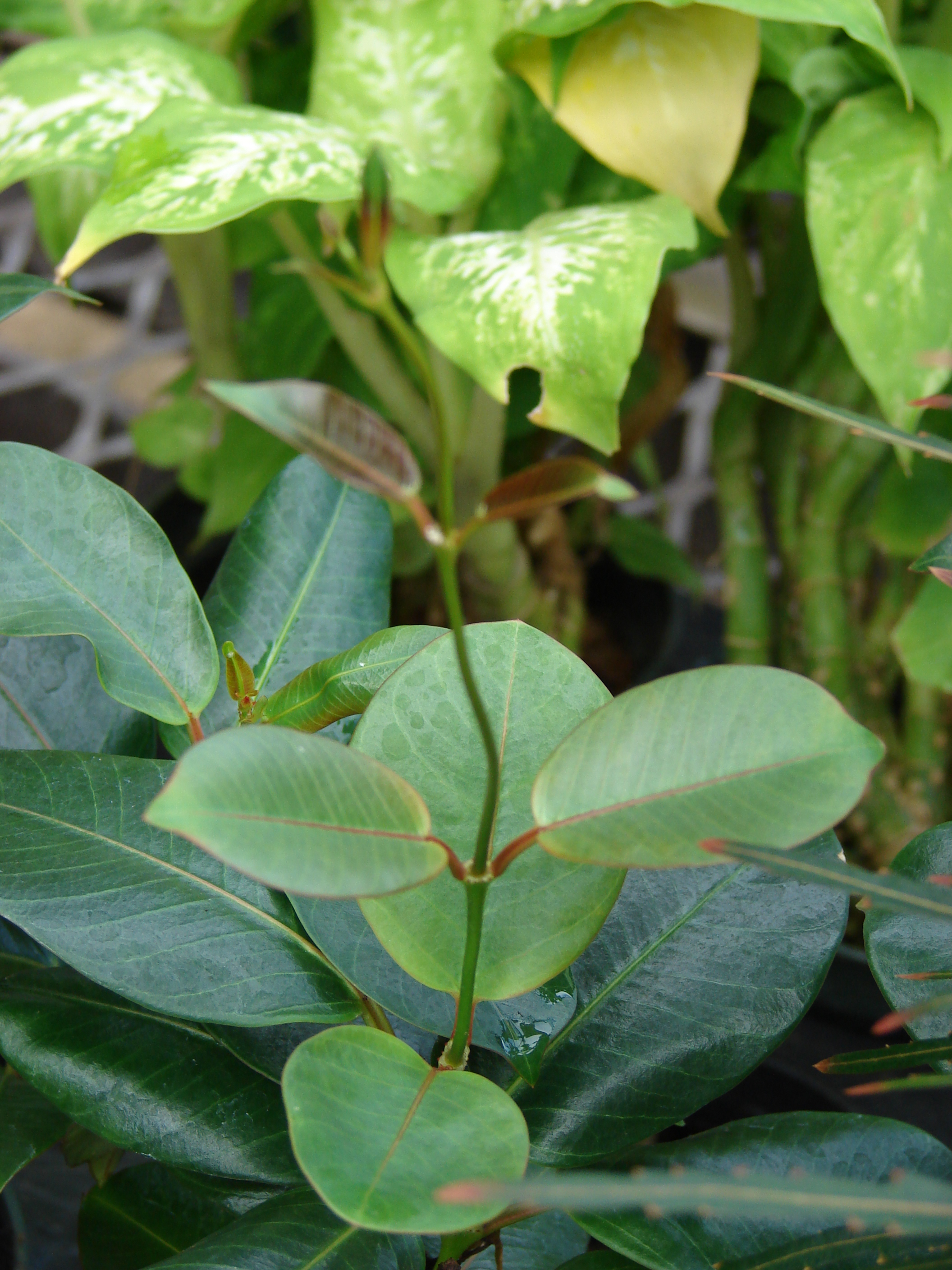